# Station Lubraniec Miasto
Station Lubraniec Miasto is een spoorwegstation in de Poolse plaats Lubraniec.